# Voetbal in Tuvalu
Voetbal in Tuvalu bestaat uit acht amateurclubs.
Voetbal is de populairste sport in Tuvalu. Op het hoofdeiland speelt 1 op de 6 personen voetbal. Het voetbal wordt op Tuvalu georganiseerd door de TNFA, de Tuvalu National Football Association. De TNFA is onder meer verantwoordelijk voor het nationaal team en de Tuvalu A-Division. Er zijn acht voetbalclubs op Tuvalu, sommige hebben een tweede team en ook een B-team.

## Clubs in Tuvalu
- FC Tofaga
- Nauti FC
- FC Manu Laeva
- Lakena United
- TamaNuku
- FC Nanumaga
- FC Niutao
- Nui

## Voetbalelftal in Tuvalu
- Nationaal Team
- zaalvoetbalteam

## Competities
- Tuvalu A-division
- Tuvalu B-division
- Tuvalu C-division
- Christmas Cup
- Tuvalu Independence Cup
- NBT Cup
- Tuvalu Games